# Nomós Florínis
Nomós Florínis (Florina) är en prefektur i Grekland.   Den ligger i regionen Västra Makedonien, i den norra delen av landet, 400 km nordväst om huvudstaden Aten. Antalet invånare är 51 414. Arean är 1 924 kvadratkilometer.
Terrängen i Nomós Florínis är varierad.